# Li Ting (tennis)
Ne pas confondre avec Li Fang et Li Na, également joueuses de tennis.
Dans ce nom chinois, le nom de famille, Li, précède le nom personnel.
Pour les articles homonymes, voir Li Ting.
Li Ting (chinois : 李婷 ; pinyin : Lǐ Tíng, née le 5 janvier 1980 à Wuhan) est une joueuse de tennis chinoise, professionnelle depuis 2000.
Associée à Sun Tiantian, elle a décroché la médaille d'or aux Jeux olympiques d'Athènes en 2004.
Au cours de sa carrière, Li Ting a remporté, en plus de la médaille d'or olympique, neuf titres WTA en double dames.

## Palmarès

### Titres en double dames
| No | Date       | Nom et lieu du tournoi               | Catégorie     | Dotation  | Surface         | Partenaire   | Finalistes                                 | Score          |          |
| -- | ---------- | ------------------------------------ | ------------- | --------- | --------------- | ------------ | ------------------------------------------ | -------------- | -------- |
| 1  | 12/06/2000 | Tashkent Open Tachkent               | Tier IVa      | 140 000 $ | Dur (ext.)      | Li Na        | Iroda Tulyaganova Anna Zaporozhanova       | 3-6, 6-2, 6-4  | Parcours |
| 2  | 09/06/2003 | Wien Energie Grand Prix Vienne       | Tier III      | 170 000 $ | Terre (ext.)    | Sun Tiantian | Yan Zi Zheng Jie                           | 6-3, 6-4       | Parcours |
| 3  | 27/10/2003 | Challenge Bell Québec                | Tier III      | 170 000 $ | Moquette (int.) | Sun Tiantian | Els Callens Meilen Tu                      | 6-3, 6-3       | Parcours |
| 4  | 03/11/2003 | Volvo Women’s Open Pattaya           | Tier V        | 110 000 $ | Dur (ext.)      | Sun Tiantian | Wynne Prakusya Angelique Widjaja           | 6-4, 6-3       | Parcours |
| 5  | 15/08/2004 | Olympic Tennis Event Athènes         | J. olympiques | NC        | Dur (ext.)      | Sun Tiantian | Conchita Martínez · Virginia Ruano Pascual | 6-3, 6-3       | Parcours |
| 6  | 27/09/2004 | International Women’s Open Guangzhou | Tier III      | 170 000 $ | Dur (ext.)      | Sun Tiantian | Yang Shu-jing Yu Ying                      | 6-4, 6-1       | Parcours |
| 7  | 25/04/2005 | Estoril Open Estoril                 | Tier IV       | 140 000 $ | Terre (ext.)    | Sun Tiantian | Michaëlla Krajicek Henrieta Nagyová        | 6-3, 6-1       | Parcours |
| 8  | 06/02/2006 | Women's Open Pattaya                 | Tier IV       | 170 000 $ | Dur (ext.)      | Sun Tiantian | Yan Zi Zheng Jie                           | 3-6, 6-1, 7-65 | Parcours |
| 9  | 01/05/2006 | Estoril Open Estoril                 | Tier IV       | 145 000 $ | Terre (ext.)    | Sun Tiantian | Gisela Dulko María Antonia Sánchez         | 6-2, 6-2       | Parcours |
| 10 | 25/09/2006 | International Women’s Open Guangzhou | Tier III      | 175 000 $ | Dur (ext.)      | Sun Tiantian | Vania King Jelena Kostanić                 | 6-4, 2-6, 7-5  | Parcours |

### Finales en double dames
| No | Date       | Nom et lieu du tournoi   | Catégorie | Dotation  | Surface    | Vainqueures                         | Partenaire   | Score     |          |
| -- | ---------- | ------------------------ | --------- | --------- | ---------- | ----------------------------------- | ------------ | --------- | -------- |
| 1  | 06/10/2003 | Tashkent Open Tachkent   | Tier IV   | 140 000 $ | Dur (ext.) | Yuliya Beygelzimer Tatiana Poutchek | Sun Tiantian | 6-3, 7-60 | Parcours |
| 2  | 16/02/2004 | ING Vysya Open Hyderabad | Tier IV   | 140 000 $ | Dur (ext.) | Liezel Huber Sania Mirza            | Sun Tiantian | 7-61, 6-4 | Parcours |
| 3  | 07/02/2005 | Hyderabad Open Hyderabad | Tier IV   | 140 000 $ | Dur (ext.) | Yan Zi Zheng Jie                    | Sun Tiantian | 6-4, 6-1  | Parcours |
| 4  | 27/02/2006 | Qatar Total Open Doha    | Tier II   | 600 000 $ | Dur (ext.) | Daniela Hantuchová Ai Sugiyama      | Sun Tiantian | 6-4, 6-4  | Parcours |

## Parcours en Grand Chelem

### En simple dames
| Année | Open d'Australie | Open d'Australie  | Internationaux de France                           | Internationaux de France                            | Wimbledon                                            | Wimbledon                                         | US Open | US Open |
| ----- | ---------------- | ----------------- | -------------------------------------------------- | --------------------------------------------------- | ---------------------------------------------------- | ------------------------------------------------- | ------- | ------- |
| 2004  | —                | —                 | —                                                  | —                                                   | Q1 \|\| style="text-align:left" \| Evie Dominikovic  | —                                                 | —       |         |
| 2005  | 1er tour (1/64)  | Marta Domachowska | Q1 \|\| style="text-align:left" \| Kathrin Wörle   | —                                                   | —                                                    | Q1 \|\| style="text-align:left" \| Sybille Bammer |         |         |
| 2006  | 1er tour (1/64)  | Elena Vesnina     | Q2 \|\| style="text-align:left" \| Julia Vakulenko | Q1 \|\| style="text-align:left" \| Vasilisa Bardina | Q1 \|\| style="text-align:left" \| Clarisa Fernández |                                                   |         |         |

À droite du résultat, l’ultime adversaire.

### En double dames
| Année | Open d'Australie             | Open d'Australie           | Internationaux de France    | Internationaux de France   | Wimbledon                    | Wimbledon                 | US Open                      | US Open                     |
| ----- | ---------------------------- | -------------------------- | --------------------------- | -------------------------- | ---------------------------- | ------------------------- | ---------------------------- | --------------------------- |
| 2000  | -                            | -                          | -                           | -                          | -                            | -                         | 2e tour (1/16) Li Na         | Kimberly Po A. Sidot        |
| 2001  | 1er tour (1/32) Li Na        | Rika Hiraki S. Noorlander  | -                           | -                          | -                            | -                         | -                            | -                           |
| 2003  | 1er tour (1/32) Sun Tiantian | A. van Exel Andreea Vanc   | -                           | -                          | -                            | -                         | 1er tour (1/32) Sun Tiantian | Nadia Petrova Mary Pierce   |
| 2004  | 3e tour (1/8) Sun Tiantian   | Ruano Pascual Paola Suárez | 2e tour (1/16) Sun Tiantian | S. Testud Roberta Vinci    | 1er tour (1/32) Sun Tiantian | Dominikovic An. Rodionova | -                            | -                           |
| 2005  | 3e tour (1/8) Sun Tiantian   | A. Myskina V. Zvonareva    | 1/4 de finale Sun Tiantian  | Cara Black Liezel Huber    | -                            | -                         | 3e tour (1/8) Sun Tiantian   | A.-L. Grönefeld Navrátilová |
| 2006  | 3e tour (1/8) Sun Tiantian   | Lisa Raymond Sam Stosur    | 2e tour (1/16) Sun Tiantian | I. Benešová B. Z. Strýcová | 1er tour (1/32) Sun Tiantian | B. Mattek M. Washington   | 1er tour (1/32) Sun Tiantian | A. Harkleroad G. Voskoboeva |
| 2007  | 1er tour (1/32) Hsieh Su-wei | E. Daniilídou Jasmin Wöhr  | -                           | -                          | -                            | -                         | -                            | -                           |

Sous le résultat, la partenaire ; à droite, l’ultime équipe adverse.

## Parcours aux Jeux olympiques

### En double dames
| # | Date       | Nom de l'olympiade           | Surface    | Résultat        | Partenaire   | Ultimes adversaires                        | Score    |          |
| - | ---------- | ---------------------------- | ---------- | --------------- | ------------ | ------------------------------------------ | -------- | -------- |
| 1 | 19/09/2000 | Olympic Tennis Event Sydney  | Dur (ext.) | 1er tour (1/16) | Li Na        | Joana Cortez Vanessa Menga                 | 6-4, 6-2 | Parcours |
| 2 | 15/08/2004 | Olympic Tennis Event Athènes | Dur (ext.) | Or              | Sun Tiantian | Conchita Martínez · Virginia Ruano Pascual | 6-3, 6-3 | Parcours |

## Parcours en Fed Cup
| #                                                             | Date       | Lieu  | Surface    | Gagnante(s)          | Perdante(s)             | Score    |          |
|                                                               |            |       |            |                      |                         |          |          |
| 2005 - Barrage (groupe mondial II) - Chine - Slovénie - 4 : 1 |            |       |            |                      |                         |          |          |
| 1                                                             | 09/07/2005 | Pékin | Dur (int.) | Li Ting Sun Tiantian | Tina Križan Sandra Volk | 6-2, 6-0 | Parcours |

## Classements WTA en fin de saison

### En simple
| Année | 1998 | 1999 | 2000 | 2001 | 2002 | 2003 | 2004 | 2005 | 2006 | 2007 | 2008 | 2009 | 2010 | 2011 | 2012 |
| Rang  | 377  | 440  | 325  | 537  | 807  | 436  | 168  | 173  | 266  | 732  | 764  | 803  | 710  | 625  | 984  |

source : (en) « Classements de Li Ting (tennis) », sur le site officiel du WTA Tour

### En double
| Année | 1998 | 1999 | 2000 | 2001 | 2002 | 2003 | 2004 | 2005 | 2006 | 2007 | 2008 | 2009 | 2010 | 2011 | 2012 |
| Rang  | 221  | 307  | 88   | 324  | 255  | 48   | 29   | 36   | 31   | 984  | 375  | 697  | 836  | 247  | 594  |

source : (en) « Classements de Li Ting (tennis) », sur le site officiel du WTA Tour